# Salanoia concolor
Salanoia concolor (I. Geoffroy Saint-Hilaire, 1837) è un carnivoro della famiglia degli Eupleridi, endemico del Madagascar.
In malgascio viene chiamato vontsira (nome utilizzato anche per la mangusta dalla coda ad anelli, Galidia elegans) o salano.

## Descrizione
Questa specie è lunga 45–55 cm, dei quali 20-25 spettano alla coda.

## Distribuzione e habitat
Vive solamente nelle foreste pluviali del Madagascar nord-orientale. La sua presenza è stata sicuramente accertata nella penisola di Masoala, nel parco nazionale di Zahamena e nella riserva naturale integrale di Betampona. In anni recenti, però, il S. concolor è stato avvistato solamente in quattro aree, tra cui le sponde del lago Alaotra, dove sono stati scoperti due individui dalla colorazione aberrante.

## Biologia

### Alimentazione
La dieta di S. concolor si basa probabilmente su piccoli roditori, uccelli ed anfibi vari.

### Comportamento
Si ritiene che abiti esclusivamente in habitat forestali, trascorrendo il giorno nascosta nelle cavità degli alberi o in tane sotterranee. Le femmine dovrebbero avere parti singoli, ma ciò non è stato ancora confermato.

## Tassonomia
Come tutte le specie della sua famiglia, si è evoluto indipendentemente da tutti gli altri carnivori sull'isola di Madagascar, separatasi dal continente africano già dagli inizi dell'era cenozoica. In passato veniva classificato tra le manguste, nella famiglia degli Erpestidi, ma recenti studi di biologia molecolare ne hanno sottolineato la stretta parentela con altri carnivori malgasci.